# General Mosconi
Pour la ville de la province de Formosa, voir General Mosconi (Formosa).
General Mosconi est une ville du nord-ouest de l'Argentine, située dans le département de General José de San Martín de la province de Salta.  

La ville est née à la suite du développement de l'extraction pétrolière qui eut lieu dans cette zone.  

De climat subtropical parfois torride, General Mosconi est enclavé entre la forêt subtropicale des versants préandins et le Chaco salteño, au pied des Sierras de Tartagal.
La ville est connectée au réseau routier argentin par la route nationale 34, sur laquelle elle est située.

## Toponymie
La ville a reçu son nom en hommage au général Enrique Carlos Alberto Mosconi, militaire qui développa l'exploitation pétrolière en Argentine.

## Population
La ville comptait 13.118 habitants en 2001, soit une hausse de 18,4 % par rapport aux 11.081 recensés en 1991.